# Hoofdklasse (Schach) 1946/47
In der Hoofdklasse 1946/47 wurde die 24. niederländische Mannschaftsmeisterschaft im Schach ausgespielt. 
Die Vereenigd Amsterdamsch Schaakgenootschap knüpfte an ihre Erfolge aus der Vorkriegszeit an und gewann ihren zehnten Meistertitel.

## Vorrunde
Über die Vorrunden qualifizierten sich die Vereenigd Amsterdamsch Schaakgenootschap (VAS), NRSV Rotterdam, Philidor Leeuwarden und Philips Eindhoven für die Endrunde. Leeuwarden verwies dabei in der Hoofdklaase Centrum den Titelverteidiger Utrecht auf den zweiten Platz.

## Endrunde

### Verlauf
VAS und NRSV gewannen die beiden ersten Wettkämpfe, so dass die Entscheidung über den Titel im direkten Vergleich in der letzten Runde fiel. VAS gewann und wurde damit niederländischer Mannschaftsmeister. Der für das Titelrennen bedeutungslose Wettkampf zwischen Leeuwarden und Eindhoven wurde nicht ausgetragen.

### Abschlusstabelle
| Pl. | Verein                                   | Sp | G | U | V | MP  | Brett-P.  |
| --- | ---------------------------------------- | -- | - | - | - | --- | --------- |
| 01. | Vereenigd Amsterdamsch Schaakgenootschap | 3  | 3 | 0 | 0 | 6:0 | 19,0:11,0 |
| 02. | NRSV Rotterdam                           | 3  | 2 | 0 | 1 | 4:2 | 16,5:13,5 |
| 03. | Philidor Leeuwarden                      | 2  | 0 | 0 | 2 | 0:4 | 8,0:12,0  |
| 04. | Philips Eindhoven                        | 2  | 0 | 0 | 2 | 0:4 | 6,5:13,5  |

### Entscheidungen
|  | Niederländischer Mannschaftsmeister: Vereenigd Amsterdamsch Schaakgenootschap |